# 洛島

洛島是太平洋島國瓦努阿圖的島嶼，屬於托雷斯群島的一部分，由托爾巴省負責管轄，長6公里、寬1.8公里，面積11.9平方公里，最高點海拔高度155米，2009人口210。
13°20′24″S 166°37′48″E / 13.34000°S 166.63000°E